# Maciej Sienkiewicz

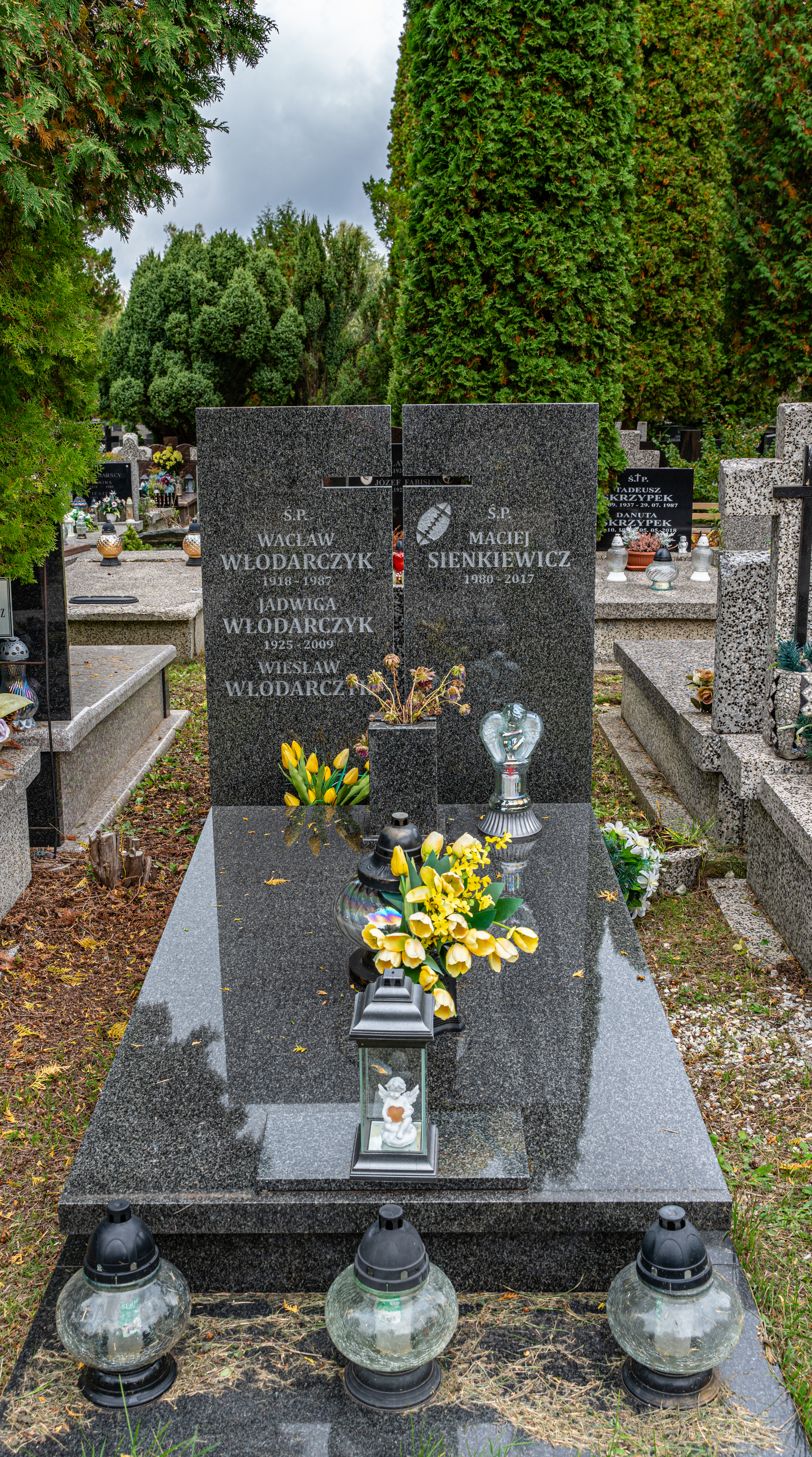
Grób Macieja Sienkiewicza na cmentarzu Komunalnym Północnym w Warszawie

Maciej Sienkiewicz (ur. 21 stycznia 1980, zm. 25 grudnia 2017) – polski zawodnik i sędzia rugby.

## Życiorys
Rugby jako zawodnik uprawiał od 21. roku życia. W latach 2001–2005 reprezentował barwy Skry Warszawa, zdobywając w barwach tegoż klubu w 2004 brązowy medal mistrzostw Polski 7. Następnie w latach 2006–2009 był zawodnikiem AZS-AWF Warszawa, zdobywając w tym czasie mistrzostwo Polski XV w 2008, wicemistrzostwo w 2006 oraz mistrzostwo Polski 7 w latach 2006, 2008 i 2009. Po zakończeniu kariery zawodniczej w 2009 udzielał się jako sędzia. Był członkiem Kolegium Sędziów Polskiego Związku Rugby. Sędziował między innymi 12 meczów na poziomie ekstraklasy oraz 19 na poziomie I ligi. Z sukcesami uprawiał także triathlon, a także biegi maratońskie.